# 丹尼爾·安德魯斯
丹尼爾·邁克爾·安德魯斯，AC（1972年7月6日—），澳大利亚维多利亚州政治人物，是澳大利亚工党成员，出生于墨尔本西南的威廉斯顿区，童年曾在维州北部的旺加拉塔生活，毕业于蒙纳士大学，修有文学学士学位，曾任维多利亚州州长（2014-2023）及州工党领袖（2010-2023）等职务。
安德鲁斯于1996年大学毕业后进入政坛，最初在澳洲联邦议员Alan Griffin麾下从事选民事务的工作。1999年起，在维州工党党部从事组织及助理工作。2002年，在州选举中出线，成为Mulgrave选区的州议员，正式进入维州政界核心圈。此后，安德鲁斯曾陆续在时任的工党政府内担任州议会卫生事务秘书、维州消费者事务厅长、娱乐事务厅长、卫生厅长等职务，直至2010年。
2010年12月，工党在维州选举中落败下野。与此同时，安德鲁斯当选为维州工党领袖，并成为州议会反对党领袖。2014年12月，工党在维州地方选举中获胜，安德鲁斯出任州长。2018年11月，再次赢得选举获得连任，并因工党赢得州议会多数席位而得以单独组建多数派政府，获得了比第一任期更大的施政自主权。
2021年3月9日，安德鲁斯意外摔倒入院，肋骨和椎骨骨折。之後轉到墨爾本的阿尔弗雷德醫院創傷中心接受治療。3月15日，安德魯斯出院療養。
2023年9月26日，安德鲁斯宣布辞任维多利亚州州长、州工党领袖及Mulgrave选区州议员。27日，安德鲁斯正式向州总督提出辞呈，其卸任的州长及党领袖职务由副州长贾辛塔·艾伦接任。
安德鲁斯和妻子凯瑟琳在大学相识，于1998年结婚，两人育有三名子女。